# Jean Aufresne
Jean Aufresne, pseudonimo di Jean Rival (Ginevra, 17 febbraio 1728 – San Pietroburgo, 4 luglio 1804), è stato un attore teatrale e regista svizzero.

## Biografia
Jean Aufresne, pseudonimo di Jean Rival, nacque a Ginevra nel 1728, figlio dell'orologiaio David, noto perché Jean-Jacques Rousseau nelle sue Le confessioni lo presentò come un uomo di gusto e di spirito,e di Madeleine Viridet.
Iniziò a lavorare anche lui come orologiaio, seguendo l'attività del padre, e si avvicinò al palcoscenico fortuitamente, durante un viaggio di affari commerciali in Normandia, quando sostituì un attore ammalato.
Decise, visto il successo riscosso, di proseguire la carriera teatrale, ingaggiato dalla Comédie di Amsterdam, dove lavorò per un biennio, ideando un suo personale sistema di declamazione,basato sulla ricerca di una dizione naturale, lontana da qualsiasi enfasi e ostentazione, prima di entrare alla Comédie-Française, grazie all'aiuto del suo ammiratore Voltaire, che l'aveva visto recitare ad Amsterdam (1763). Fu invitato alla corte francese, dove nel 1765 fu Augusto nel Cinna di Pierre Corneille.
Successivamente lavorò in Prussia e a Vienna, dove insegnò declamazione francese alla futura regina Maria Antonietta.
Dopo di che recitò a Napoli, a Ginevra, a Bordeaux, alla corte di Federico il Grande e a Potsdam.
Nel 1785 venne invitato da Caterina II in Russia, dove ottenne la carica direttiva del 
Teatro imperiale dell'Ermitage,oltre ad effettuare numerose regie.
I suoi drammaturghi preferiti furono Molière, Jean Racine, Pierre Corneille, Pierre de Marivaux, Denis Diderot, Carlo Goldoni, ma soprattutto Voltaire che di lui disse: « Ci sono pochi Leskain (altro attore lanciato da Voltaire), ma di Aufresne addirittura uno solo ».
Attrice fu anche la figlia Juliane.